# Possagno
Possagno est une commune italienne de la province de Trévise en Vénétie.

## Géographie
Possagno est une commune située à 35 kilomètres au nord-ouest de Trévise, dans une vallée encadrée de montagnes au nord et au sud.

### Communes limitrophes
|                    | Alano di Piave |                  |
| Paderno del Grappa | Possagno       | Cavaso del Tomba |
|                    | Castelcucco    |                  |

## Politique et administration
| Période                                  | Période | Identité        | Étiquette | Qualité |
| ---------------------------------------- | ------- | --------------- | --------- | ------- |
| 2007                                     |         | Gianni De Paoli |           |         |
| Les données manquantes sont à compléter. |         |                 |           |         |

## Population et société

### Fêtes, foires
Tous les deux ans se tient la réunion mondiale des Vardanega, originaire de Possagno.